# Phoxomeloides circumscripta
Phoxomeloides circumscripta är en skalbaggsart som beskrevs av Thomson 1878. Phoxomeloides circumscripta ingår i släktet Phoxomeloides och familjen Cetoniidae. Inga underarter finns listade i Catalogue of Life.